# Liste des seigneurs d'Elbeuf
Elbeuf fut érigée en comté par Philippe VI en 1338 pour Jean IV d'Harcourt ; elle échut à la maison de Lorraine, et fut dès lors érigée en marquisat : René II de Lorraine d'Elbeuf, fils de Claude de Lorraine, duc de Guise, prit, le premier, le titre de marquis d'Elbeuf et fut la tige de cette nouvelle maison : il mourut en 1566. Le marquisat fut érigé en duché-pairie pour son fils Charles Ier de Lorraine en 1582. Le fils de celui-ci, Charles II de Lorraine, épousa en 1619 Catherine-Henriette de Bourbon, fille légitimée de Henri IV et de Gabrielle d'Estrées, et prit part à des intrigues qui le firent disgracier.
Emmanuel Maurice de Lorraine, petit-fils de Charles II de Lorraine, duc d'Elbeuf, 1677-1763, prit du service en Allemagne et en Italie : il possédait près de Naples le château de Portici et fit faire les fouilles qui amenèrent la découverte d'Herculanum.
À sa mort, le titre de duc d'Elbeuf passe dans la branche d'Harcourt ou d'Armagnac, issue d'un frère de Charles II de Lorraine-Elbeuf. 
Le sixième et dernier membre de la Maison de Lorraine à porter le titre de duc d'Elbeuf est Charles-Eugène de Lorraine (1754-1825), plus connu sous le titre de prince de Lambesc.

## Seigneurs d'Elbeuf
Dreux de Vexin semble être le premier seigneur d'Amiens. Sans doute tenait-il la terre de son épouse Godgifu de Wessex, laquelle le tiendrait de sa mère Emma de Normandie, fille du duc de Normandie Richard Ier.

### Maison de Vexin
- 1025-1035 : Drogon, comte de Vexin et d'Amiens
- 1035-1063 : Gautier III, comte d'Amiens, de Vexin et du Maine, fils du précédent
- 1063-1075 : Raoul IV, comte de Valois, puis de Vexin et d'Amiens, neveu de Dreux
- 1074-1077 : Simon (mort en 1080), comte de Valois, de Vexin et d'Amiens, fils du précédent

### Maison de Vermandois
- 1077-1080 : Herbert IV de Vermandois (1032-1080), comte de Vermandois et de Valois
marié à Adélaïde de Valois, fille de Raoul IV

### Maison capétienne de Vermandois
- 1080-1096 : Hugues Ier le Grand (v. 1057-1102), comte de Vermandois et de Valois, fils d'Henri Ier, roi de France et d'Anne de Kiev
marié à Adélaïde de Vermandois (v. 1062-1122), fille de Herbert IV et d’Adélaïde de Valois

### Maison de Beaumont-Meulan
- 1096-1118 : Robert Ier de Meulan (mort en 1118), comte de Meulan et de Leicester
marié à Isabelle de Vermandois (1085-1131), fille de Hugues Ier et d'Adélaïde de Vermandois

- 1118-1166 : Galéran IV de Meulan (1104-1166), fils des précédents
- 1166-1204 : Robert II de Meulan (mort en 1204), fils du précédent
1182-1191 : Galéran V de Meulan (mort en 1191), fils du précédent, seigneur associé.

### Maison d'Harcourt
- 1204-1212 : Robert II d'Harcourt (mort en 1212), seigneur d'Harcourt
marié à Jeanne de Meulan, fille de Robert II de Meulan
- 1212-1239 : Richard d'Harcourt (mort en 1239), fils du précédent
- 1239-1265 : Jean Ier d'Harcourt (1199-1288), fils du précédent

En 1265, Elbeuf est érigé en baronnie.

## Barons d'Elbeuf

### Maison d'Harcourt
- 1265-1288 : Jean Ier d'Harcourt
- 1288-1302 : Jean II d’Harcourt (1240-1302), fils du précédent
- 1302-1329 : Jean III d'Harcourt (mort en 1329), fils du précédent
- 1329-1346 : Jean IV d'Harcourt (mort en 1346), fils du précédent
- 1346-1355 : Jean V d'Harcourt (mort en 1355), fils du précédent
- 1355-1389 : Jean VI d'Harcourt (1342-1389), fils du précédent
- 1389-1419 : Jean VII d'Harcourt (1370-1452), fils du précédent

### Occupation anglaise
- 1419-1421 : Thomas de Lancastre (1388-1421), duc de Clarence, fils d'Henri IV, roi d'Angleterre
- 1421-1425 : Jean de Lancastre (1389-1435), duc de Bedford, frère du précédent
- 1425-1426 : Thomas Beaufort (1377-1426), duc d'Exeter, demi-frère d'Henri IV
- 1426-1444 : Jean Beaufort (1404-1444), duc de Somerset, neveu du précédent

### Maison d'Harcourt
- 1444-1452 : Jean VII d'Harcourt (1370-1452), rétabli

### Maison de Vaudémont
- 1452-1458 : Antoine de Vaudémont (1393-1458), comte de Vaudémont
marié avec Marie d'Harcourt, fille de Jean VII d'Harcourt
- 1458-1472 : Jean de Vaudémont (mort en 1472), comte d'Aumale et baron d'Elbeuf (Jean VIII), fils cadet du précédent
À sa mort, Elbeuf passe à son neveu René devenu duc de Lorraine.

### Maison de Lorraine-Vaudémont
- 1472-1508 : René II de Lorraine (1451-1508), duc de Lorraine, baron d'Elbeuf (René Ier), neveu du précédent
Le duc René lègue Elbeuf avec ses autres possessions françaises à son fils cadet Claude de Lorraine, qui devient comte puis duc de Guise.

### Maison de Lorraine-Guise
- 1508-1550 : Claude de Lorraine (1496-1550), duc de Guise, fils du précédent

- 1550-1554 : René II de Lorraine d'Elbeuf (1536-1566), fils du précédent

En 1554 la baronnie est érigée en marquisat d'Elbeuf  au profit de René.

## Marquis d'Elbeuf

### Maison de Lorraine-Guise
- 1554-1566 : René II de Lorraine d'Elbeuf
- 1566-1582 : Charles Ier de Lorraine d'Elbeuf (1556-1605), fils du précédent

En 1582, le marquisat est érigé en duché d'Elbeuf au profit de Charles.

## Ducs d'Elbeuf

### Maison de Lorraine-Guise
- 1582-1605 : Charles Ier de Lorraine d'Elbeuf, premier duc d'Elbeuf
- 1605-1657 : Charles II de Lorraine d'Elbeuf, deuxième duc d'Elbeuf, fils du précédent (1596-1657) ;
Charles II accorde Lillebonne à son fils cadet François-Marie (1624-1694), connu comme prince de Lillebonne puis duc de Joyeuse, tandis que son aîné lui succède.
- 1657-1692 : Charles III de Lorraine d'Elbeuf, troisième duc d'Elbeuf, fils du précédent (1620-1692) ;
- 1692-1748 : Henri de Lorraine d'Elbeuf, quatrième duc d'Elbeuf, fils du précédent (1661-1748) ;
- 1748-1763 : Emmanuel Maurice de Lorraine d'Elbeuf, cinquième duc d'Elbeuf (1677-1763)[1] ;
- 1763-1825 : Charles-Eugène de Lorraine, sixième et dernier duc d'Elbeuf[2], prince de Lambesc, comte de Brionne, duc et pair sous la Restauration, par ordonnance du 31 août 1817, descendant d'un fils cadet de Charles Ier de Lorraine. Sans postérité (1751-1825)[3].

## Fondation des seigneurs d'Elbeuf
- Collégiale Saint-Louis de La Saussaye, fondée à proximité d'Elbeuf. Cette collégiale abritait un chapitre de chanoines et la sépulture des seigneurs d'Elbeuf.

## Source partielle
Marie-Nicolas Bouillet  et Alexis Chassang (dir.), « Liste des seigneurs d'Elbeuf » dans Dictionnaire universel d’histoire et de géographie, 1878 (lire sur Wikisource)